# Liste der Biografien/Klet
Liste der Biografien |
Portal Biografien |
Personensuche
# |
A |
B |
C |
D |
E |
F |
G |
H |
I |
J |
K |
L |
M |
N |
O |
P |
Q |
R |
S |
T |
U |
V |
W |
X |
Y |
Z |
?
 
Ka |
Kb |
Kc |
Kd |
Ke |
Kf |
Kg |
Kh |
Ki |
Kj |
Kl |
Km |
Kn |
Ko |
Kp |
Kr |
Ks |
Kt |
Ku |
Kv |
Kw |
Ky |
Kx |
Kz
 
Kla |
Kld |
Kle |
Kli |
Klj |
Klo |
Klu |
Kly
 
Klea |
Kleb |
Klec |
Kled |
Klee |
Klef |
Kleg |
Kleh |
Klei |
Klej |
Klek |
Klem |
Klen |
Kleo |
Klep |
Kler |
Kles |
Klet |
Kleu |
Klev |
Klew |
Kley |
Klez
Die Liste der Biografien führt alle Personen auf, die in der deutschsprachigen Wikipedia einen Artikel haben. Dieses ist eine Teilliste mit 67 Einträgen von Personen, deren Namen mit den Buchstaben „Klet“ beginnt.

## Klet

### Kletk
- Kletke, Cäsar Albano (1805–1893), schlesischer Pädagoge und Schulmann
- Kletke, Grete (1892–1987), deutsche Politikerin (FDP), MdL
- Kletke, Hermann (1813–1886), deutscher Lyriker, Schriftsteller und Publizist
- Kletke, Karl (1813–1889), deutscher Statistiker und Historiker

### Kletn
- Klētniece, Dzintra (1946–2016), sowjetische bzw. lettische Schauspielerin und Theaterregisseurin

### Klets
- Kletscherow, Michail (* 1982), bulgarischer Biathlet
- Kletschke, Johann Gottfried (1748–1806), deutscher evangelischer Geistlicher
- Kletsel, Alexander (* 1959), ukrainisch-deutscher Gynäkologe
- Kletskov, Aleksandr (* 1985), usbekischer Fußballspieler

### Klett
- Klett, Adolph (1818–1880), württembergischer Oberamtmann
- Klett, Arnulf (1905–1974), deutscher Politiker (parteilos), MdL, Stuttgarter OberbürgermeisterArnulf Klett (1905–1974)

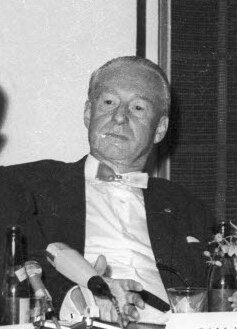
Arnulf Klett (1905–1974)

- Klett, August (1799–1869), württembergischer Jurist und Politiker
- Klett, August († 1928), deutscher Künstler
- Klett, Christian Johann (1770–1823), deutscher Arzt
- Klett, Eckhard, deutscher Wirtschaftswissenschaftler
- Klett, Ernst (1863–1947), deutscher Kaufmann und Verleger
- Klett, Ernst (1911–1998), deutscher Verleger und AutorErnst Klett (1911–1998)

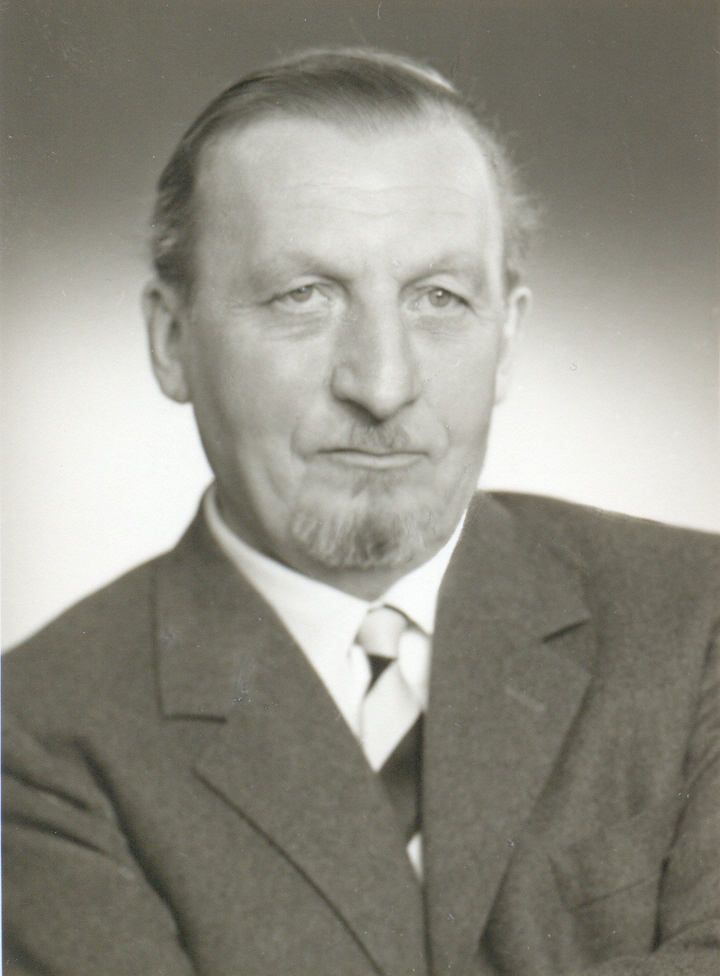
Ernst Klett (1911–1998)

- Klett, Eveline (* 1949), deutsche Politikerin (SED), MdV, Mitglied des Staatsrates der DDR
- Klett, Friedrich von (1781–1869), württembergischer Verwaltungsbeamter und Landtagsabgeordneter
- Klett, Georg (1797–1855), deutscher Arzt
- Klett, Gertrud Ingeborg (1871–1917), deutsche Schriftstellerin und Übersetzerin
- Klett, Johann Friedrich (1778–1847), deutscher Techniker und Unternehmer
- Klett, Magdalene (1901–1973), deutsche Malerin
- Klett, Manon (* 1996), deutsche Fußballtorhüterin
- Klett, Marcel (* 1970), deutscher Dramaturg
- Klett, Max (1893–1955), deutscher Unternehmer und Kommunalpolitiker
- Klett, Michael (* 1938), deutscher Verleger
- Klett, Otto (1910–1976), deutsch-rumänischer Vertriebenenfunktionär
- Klett, Philipp von (1833–1910), deutscher Schachkomponist und Militäroffizier
- Klett, Renate (* 1946), deutsche Autorin
- Klett, Richard (1867–1948), deutscher Tierarzt
- Klett, Stefan (* 1967), deutscher Sportfunktionär
- Klett, Theodor (1808–1882), deutscher Gartenarchitekt
- Klett, Toni (* 1943), deutscher Eishockeytorwart
- Klett, Uwe (* 1959), deutscher Politiker (Die Linke)
- Klette, Anton (* 1834), deutscher Bibliothekar
- Klette, Daniela (* 1958), deutsche Terroristin, Mitglied der Rote Armee Fraktion
- Klette, Herbert (* 1926), deutscher Fußballspieler
- Klette, Hermann (1847–1909), deutscher Bauingenieur und Baubeamter
- Klette, Johann Daniel (1632–1700), Kaufmann und Ratsherr der Hansestadt Lübeck
- Klette, Michael (* 1959), deutscher Theater- und Filmregisseur sowie DrehbuchautorMichael Klette (* 1959)

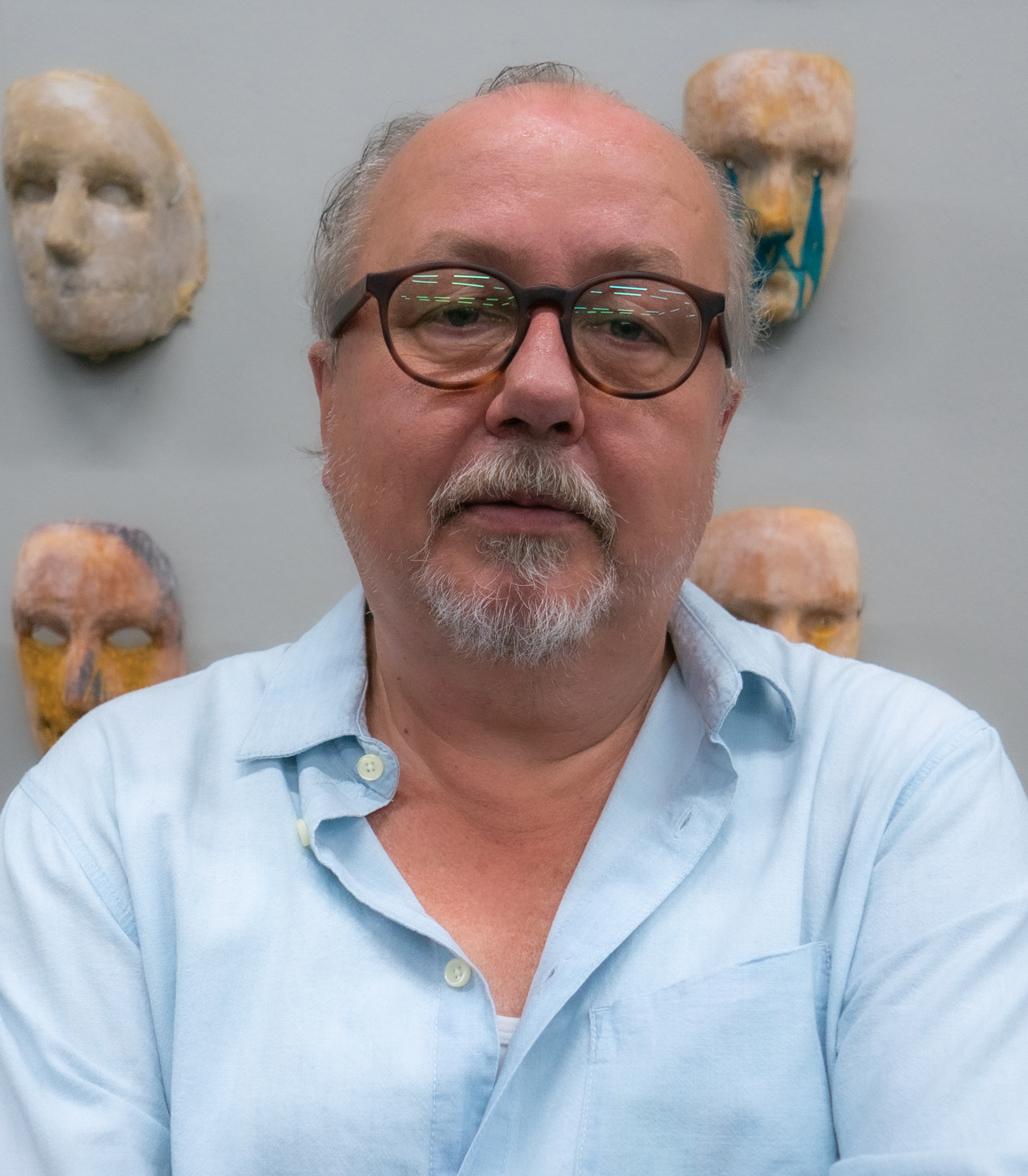
Michael Klette (* 1959)

- Klette, Otto Reinhold (1850–1897), deutscher Bauingenieur, Architekt, königlich-sächsischer Finanz- und Baurat
- Klette, Tilo (* 1977), deutscher Basketballspieler
- Klette, Viktor Hermann (* 1883), deutscher Baumeister, Architekt und Nordischer Kombinierer
- Kletten, Georg Ernst (1759–1827), deutscher Mediziner
- Klettenberg, Friedrich August von (1687–1740), Verwaltungsjurist, Politiker, waldeckscher Kanzler
- Klettenberg, Johann Erasmus Seiffart von (1634–1716), Verwaltungsjurist, Politiker
- Klettenberg, Johann Hektor von (1684–1720), deutscher Alchemist
- Klettenberg, Remigius Seiffart von (1693–1766), Mediziner, Politiker
- Klettenberg, Susanne von (1723–1774), Stiftsdame und religiöse Schriftstellerin
- Kletter, Bernhard (1957–2021), österreichischer Meteorologe und Fernsehmoderator
- Kletter, Gerhard (* 1942), österreichischer Mediziner und Autor
- Kletter, Leopold (1912–1989), österreichischer Meteorologe
- Kletti, Jürgen (* 1948), deutscher Elektrotechniker und Unternehmer
- Klettke, Cornelia (* 1958), deutsche Romanistin
- Klettner, Camilla (1841–1891), Opernsängerin (Sopran)
- Klettskarð, Óluva (* 1965), färöische Lehrerin und Politikerin (Tjóðveldisflokkurin)

### Kletz
- Kletzander, Lukas (* 1987), österreichischer Jazz-Pianist und Komponist
- Kletze, Johann († 1428), deutscher Kaufmann und Hamburger Ratsherr
- Kletzenbauer, Gregor (1855–1923), österreichischer Politiker (DnP), Abgeordneter zum Nationalrat
- Kletzin, Detlef (* 1950), deutscher Straßenradsportler
- Kletzinsky, Johann Baptist (1756–1828), österreichisch-polnischer Komponist, Dirigent und Violinist
- Kletzki, Paul (1900–1973), Schweizer Dirigent und Komponist
- Kletzl, Annemarie (1940–2023), österreichische Politikerin (ÖVP), Landtagsabgeordnete
- Kletzl, Otto (1897–1945), deutscher Kunsthistoriker
- Kletzmayr, Hermann (1873–1949), österreichischer Politiker (CS), Landtagsabgeordneter, Abgeordneter zum Nationalrat
- Kletzmayr, Hermann (1897–1971), österreichischer Politiker (ÖVP), Landtagsabgeordneter, Landesrat